# Volta ao Etna
Volta ao Etna é uma antiga corrida de ciclismo disputada ao redor do Etna, na Província de Catania, em Sicília.
Criada em 1980, até 1997 chamou-se baixo este nome mas o Gruppo Sportivo Emilia organizou-a de 2001 a 2004 baixo o nome do Troféu do Etna.

## Palmarés
| Ano     | Ganhador             | Segundo             | Terceiro           |
| ------- | -------------------- | ------------------- | ------------------ |
| 1980    | Wladimiro Panizza    | Claudio Bortolotto  | Salvatore Maccali  |
| 1981    | Giuseppe Saronni     | Giovanni Mantovani  | Francesco Moser    |
| 1982    | Wladimiro Panizza    | Franco Chioccioli   | Giuseppe Petito    |
| 1983    | Giovanni Mantovani   | Mario Noris         | Daniele Caroli     |
| 1984    | Francesco Moser      | Pierino Gavazzi     | Franco Chioccioli  |
| 1985    | Francesco Moser      | Johan van der Velde | Daniele Caroli     |
| 1986    | Francesco Moser      | Silvano Ricco       | Acácio dá Silva    |
| 1987    | Adriano Baffi        | Franco Chioccioli   | Marco Saligari     |
| 1988    | Paolo Cimini         | Giuseppe Calcaterra | Adriano Baffi      |
| 1989    | Rolf Sørensen        | Claudio Chiappucci  | Enrico Galleschi   |
| 1990    | Adriano Baffi        | Benny Van Brabant   | Maurizio Fondriest |
| 1991    | Mario Cipollini      | Giuseppe Citterio   | Adriano Baffi      |
| 1992    | Stefano Colagè       | Stefano Zanini      | Bart Bowen         |
| 1993    | não se disputou'     | não se disputou'    | não se disputou'   |
| 1994    | Stefano Zanini       | Maurizio Fondriest  | Davide Rebellin    |
| 1995    | Stefano Colagè       | Roberto Petito      | Stefano Borgheresi |
| 1996    | Fabiano Fontanelli   | Giovanni Lombardi   | Adriano Baffi      |
| 1997    | Biagio Conte         | Fabio Baldato       | Silvio Martinello  |
| 1998-00 | não se disputou      | não se disputou     | não se disputou    |
| 2001    | Timothy David Jones  | Diego Ferrari       | Denis Lunghi       |
| 2002    | Fabio Baldato        | Mijailo Jalilov     | Jan Bratkowski     |
| 2003    | Filippo Pozzato      | Biagio Conte        | Mario Manzoni      |
| 2004    | Leonardo Bertagnolli | Kyrylo Pospyeyev    | Marlon Pérez       |